# フレッド・ローレンス・ホイップル天文台
フレッド・ローレンス・ホイップル天文台 (英: Fred Lawrence Whipple Observatory, FLWO) は、スミソニアン天体物理観測所 (SAO) が所有・運営するアメリカの天文台で、マサチューセッツ州ケンブリッジにあるSAOの本部施設に次いで大きなのフィールド施設である。アリゾナ州のアマド近郊、ホプキンス山の山頂、尾根、山麓に位置している。系外銀河、恒星、太陽系内外の天体の撮像や分光、ガンマ線や宇宙線天文学などの研究活動を行っている。

## 沿革
1966年に、スミソニアン・ホプキンス山天文台の建設資金を得て、現在のサイトで道路工事が始まった。1968年には、口径10メートル (m) のホイップルガンマ線望遠鏡が建設された。
設立時は「ホプキンス山天文台」と呼ばれていたが、1981年に、1955年から1973年までSAOの所長を務め、アリゾナにSAOの研究施設を設置する上で大きな貢献を果たしたフレッド・ローレンス・ホイップルに敬意を表して現在の名称に変更された。ホイップルは惑星科学の専門家で、彗星の核は水の氷とダスト粒子が混合したものであるとする「汚れた雪玉モデル (dirty snowball model) 」を提唱したことで知られる。

## 研究施設
ホイップル天文台には、SAOとアリゾナ大学が共同で運用しているMMT天文台があり、口径6.5 mのMMT望遠鏡が設置されている。このほか、多用途の可視光望遠鏡として、1.2 m反射望遠鏡と1.5 mティリンガスト望遠鏡が運用されている。また、1990年代に2MASS、2003年から2012年まではPAIRITEL (Peters Automated IR Imaging Telescope) のために使用された1.3mの反射望遠鏡は、M型矮星を周回する地球サイズの太陽系外惑星をトランジット法で観測する全自動望遠鏡であるTierras Observatoryとして再使用される予定である。
ホイップル天文台は、1980年代にホイップルガンマ線望遠鏡を用いて解像型大気チェレンコフ法 (英: Imaging Atmospheric Cherenkov Technique, IACT) を開発し、地上ガンマ線天文学の先駆的な研究を行ったことで知られている。ホイップルガンマ線望遠鏡は、2013年にその役目を終えた。2007年4月には、4基の12 m IACT望遠鏡で構成されるVERITAS (Very Energetic Radiation Imaging Telescope Array System) が本格稼働を開始、2009年9月には望遠鏡の1基を移動させてアレイを左右対称にすることで感度を向上させた。
このほか、遠隔操作で運用される望遠鏡として、5基の望遠鏡で構成されたHATNet (Hungarian-made Automated Telescope network)、8基の0.4 m望遠鏡で構成されたMEarthプロジェクト、4基の0.7 m望遠鏡で構成されたMINERVA（MINiature Exoplanet Radial Velocity Array）が設置されている。